# Almas (Brasil)
Almas es un municipio brasileño del estado del Tocantins. Se localiza a una latitud 11º34'25" sur y a una longitud 47º10'13" oeste, estando a una altitud de 397 metros. Su población estimada en 2004 era de 8.840 habitantes.
Posee un área de 4106,4 km².